# Elkalyce palliensis
Elkalyce palliensis är en fjärilsart som beskrevs av Ribbe 1899. Elkalyce palliensis ingår i släktet Elkalyce och familjen juvelvingar. Inga underarter finns listade i Catalogue of Life.